# Iglesia de Nuestra Señora de Lourdes (San Petersburgo)
La Iglesia de Nuestra Señora de Lourdes(en ruso: Храм Лурдской Божией Матери) es una iglesia católica ubicada en San Petersburgo, Rusia.
La parroquia fue fundada en 1901 en una capilla temporal, y la mayoría de sus seguidores eran de la parroquia de Santa Catalina. La iglesia actual fue construida en 1909 para las necesidades de la comunidad católica francesa, numerosa en ese momento en lo que fue la capital del Imperio ruso , en tierra vendida en 1907 por la suma considerable de sesenta y siete millones de rublos. Fue administrada por los primeros dominicos ingleses. Sus arquitectos fueron Leon Benois y Marian Peretiatkowicz. Se dedicó el 5 de diciembre de 1909 (22 de noviembre en el viejo estilo ) por el obispo monseñor Jan Cieplak. La parroquia tiene cerca de mil quinientos fieles.